# Сурови уговор
Сурови уговор (енгл. Raw Deal), алтернативно Сирови уговор, амерички је акциони криминалистички филм из 1986. године, у режији Џона Ирвина, а по сценарију Герија Девора и Нормана Векслера. Главне улоге играју: Арнолд Шварценегер, Кетрин Херолд, Дарен Макгавин и Сем Вонамејкер.
Бивши агент ФБИ-а који је постао шериф малог града, пристаје помоћи једном од шефова ФБИ-а, да се инфилтрира у чикашку мафију, када ови убију његовог сина.

## Радња
Марк Камински је бивши агент ФБИ. Отпуштен је из Бироа јер је био престрог и малтретирао осумњичене. Сада живи у малом граду, ради као шериф. Његова пијана жена несрећна је због тако неславног завршетка каријере свог мужа.
Једног дана, стари колега и пријатељ, Хари Шенон, обраћа се Каминском за помоћ. Шеноновог сина убили су чикашки гангстери из банде мафијаша Луиђија Патровите, који безуспешно покушава да сруши оштрог тужиоца Бакстера, који је својевремено натерао Каминског да напусти ФБИ. Шенон тражи од Марка да се освети Патровити тако што ће разоткрити његове криминалне активности и ударити мафију изнутра. У замену, он обећава Каминском да ће га вратити у Биро, и спреман је да плати целу операцију сопственом уштеђевином, која му више није потребна након смрти његовог сина. Марк се слаже. Шенон упозорава Каминског да Патровита има добро обавештеног „пацова” у редовима ФБИ, а такође упозорава и на било какве позиве да посете каменолом – где мафија убија и скрива тела својих жртава.
Пошто је лажирао сопствену смрт као резултат експлозије рафинерије нафте, Камински улази у свет криминала под именом Џозеф П. Бренер, злочинац из стварног живота који је нетрагом нестао на Карибима. Сада мора да делује на сопствену опасност и ризик: нико не зна за његове планове, ради без санкција владе.
Да би се приближио Патровити, Бренер организује серију провокација против Мартина Ламанског, главног Патровитиног ривала, који је недавно организовао неуспешан покушај убиства Патровите, током којег је погинуо један од верних послушника вође мафије.
Огласивши се на тај начин, Бренер ступа у контакт са Паулом Роком, Патровитином десном руком, и представља се као искусни гангстер који тражи „породицу“ која неће напустити свог члана у случају неуспеха. Рока тражи замену за покојног члана банде, и зато пристаје да провери Бренера, шаљући га да „решава случајеве” заједно са својим помоћником Максом Келером.
Макс је незадовољан појавом противника. Невољно, он, заједно са Бренером, завршава бројне послове. Све компликује Бренерово познанство са фаталном лепотицом Моником, која пије, пуши и губи у казину. Макс је заинтересован за Монику и оштри зубе на Бренера.
Повремено, Камински-Бренер контактира Шенона и саопштава добијене информације. Искрено доживљава свој нови живот - шик, слободан, неоптерећен обавезама.
У међувремену, полиција, предвођена чикашким детективом Бејкером, покрива једно од мафијашких уточишта и одузима велику количину новца и хероина. Бесан, Патровита намерава да свим средствима врати новац и робу, сада ускладиштену у полицијској станици у Чикагу. Рока и Макс мисле да је то немогуће, али Бренер смишља лукав план: лажирати бомбу и натерати полицију да евакуише зграду.
На предлог Макса, на дан операције требало би да буде елиминисан и Мартин Ламански. Макс, Бренер и снајпериста чекају Ламанског у синагоги, али он успева да побегне од погубљења у покрету захваљујући оклопном аутомобилу. Мафија почиње да га јури. Бандити који су пратили Ламанског гину у пуцњави, а он сам, заједно са возачем, гине након што је ударио у камион за гориво.
Мафија успешно враћа и доларе и хероин. У међувремену, Макс наставља да копа за Бренером. Он контактира корумпираног полицајца који је познавао правог Бренера. Патровита се састаје са својим доушником, за кога се испоставља да је нико други до тужилац Бакстер. Он јавља да је Патровита заиста праћен, али то није организовао ФБИ, већ лично агент Хари Шенон. Патровита намерава да уклони Шенона, а Макс нуди да умеша Бренера у убиство.
Бренер обавештава Монику да је ожењен и да се њихова веза не може развијати даље од пријатељства. Моника се свађа са њим, а истовремено не намерава да обнови везу са Максом.
На заказани дан, Макс, Бренер и још један убица иду на гробље да убију неког непријатеља мафије. У последњем тренутку Бренер препознаје Шенона и заједно успевају да упуцају оба гангстера. На захтев Шенона, Бренер је приморан да напусти свог умирућег пријатеља и напусти гробље пре доласка полиције. Одводи га Моника, која је на време стигла на лице места.
Узимајући оружје из скровишта, Бренер одлази у каменолом. Самим тим што је пуцао на добро наоружане чуваре, Бренер на тај начин поново помаже полицији да дође до новца и хероина које је сакрила мафија.
Лоше вести љуте Патровиту. Он, Рока и Бакстер разговарају о свом следећем потезу када се Бренер ушуња у јазбину мафије кроз ваздушни отвор, изненади их и изазове масакр у којем сви гангстери умиру.
Бакстер препознаје Каминског и покушава да се оправда наводним инфилтрирањем у банду Патровите по инструкцијама ФБИ. Камински му враћа револвер, али када покуша да пуца у Каминског, који се окренуо, и сам корумпирани тужилац умире од метка.
Нешто касније, Камински обавештава Шенона који се опоравља о рођењу његовог сина и тражи од њега да му постане кум. Шенон има разлога да живи.

## Улоге
| Глумац              | Улога                                 |
| ------------------- | ------------------------------------- |
| Арнолд Шварценегер  | шериф Марк Камински / Џозеф П. Бренер |
| Кетрин Харолд       | Моника                                |
| Дарен Макгавин      | Хари Шенон                            |
| Сем Вонамејкер      | Луиђи Патровита                       |
| Пол Шенар           | Пауло Рока                            |
| Стивен Хил          | Мартин "Чекић" Ламански               |
| Ед Лотер            | детектив Бејкер                       |
| Роберт Дејви        | Макс Келер                            |
| Џо Регалбуто        | Марвин Бакстер                        |
| Бланка Бејкер       | Ејми Камински                         |
| Стив Холт           | Блер Шенон                            |
| Ралф Фуди           | капетан Сем Џојс                      |
| Мордекај Лаунер     | Марчелино                             |
| Дик Дурок           | Динго                                 |
| Френк Ферера        | Спајк                                 |
| Томас Розалес млађи | Хесус                                 |
| Том Хул             | Мецгер                                |
| Лоренцо Клемонс     | наредник Вошингтон                    |
| Виктор Арго         | Опасан човек                          |
| Џорџ Вилбур         | Убица #1                              |
| Денвер Метсон       | Убица #2                              |
| Лион Рипи           | Човек у смокингу                      |
| Свен-Оле Торсен     | Патровитин телохранитељ               |